# Wereldbeker schaatsen 2008/2009 - Wereldbeker 3 - 1500 meter mannen
De derde van 6 wedstrijden voor de wereldbeker schaatsen 1500 meter werd gehouden op 22 november 2008 in Moskou.

## Uitslag A-divisie
| rang   | schaatser                 | tijd    | punten |
| ------ | ------------------------- | ------- | ------ |
| Goud   | Håvard Bøkko              | 1.45,46 | 100    |
| Zilver | Mark Tuitert              | 1.45,81 | 80     |
| Brons  | Enrico Fabris             | 1.46,00 | 70     |
| 4      | Erben Wennemars           | 1.46,14 | 60     |
| 5      | Jevgeni Lalenkov          | 1.46,29 | 50     |
| 6      | Simon Kuipers             | 1.46,45 | 45     |
| 7      | Trevor Marsicano          | 1.46,48 | 40     |
| 8      | Stefan Groothuis          | 1.46,96 | 36     |
| 9      | Lucas Makowsky            | 1.47,64 | 32     |
| 10     | Ivan Skobrev              | 1.47,84 | 28     |
| 11     | Lee Jong-Woo              | 1.47,88 | 24     |
| 12     | Robert Lehmann            | 1.47,94 | 21     |
| 13     | Steven Elm                | 1.48,16 | 18     |
| 14     | François Olivier Roberge  | 1.48,25 | 16     |
| 15     | Jörg Dallmann             | 1.48,71 | 14     |
| 16     | Christoffer Fagerli Rukke | 1.48,74 | 12     |
| 17     | Konrad Niedźwiedzki       | 1.49,00 | 10     |
| 18     | Teruhiro Sugimori         | 1.49,04 | 8      |
| 19     | Xingyu Song               | 1.49,51 | 6      |
| 20     | Tobias Schneider          | 1.49,68 | 5      |

## Loting
| rit | binnenbaan               | buitenbaan                |
| --- | ------------------------ | ------------------------- |
| 1   | Jörg Dallmann            | Xingyu Song               |
| 2   | Steven Elm               | Robert Lehmann            |
| 3   | Konrad Niedźwiedzki      | Tobias Schneider          |
| 4   | François Olivier Roberge | Christoffer Fagerli Rukke |
| 5   | Teruhiro Sugimori        | Ivan Skobrev              |
| 6   | Lucas Makowsky           | Lee Jong-Woo              |
| 7   | Enrico Fabris            | Jevgeni Lalenkov          |
| 8   | Simon Kuipers            | Trevor Marsicano          |
| 9   | Stefan Groothuis         | Håvard Bøkko              |
| 10  | Erben Wennemars          | Mark Tuitert              |

## Top 10 B-divisie
| rang | schaatser         | tijd    | punten |
| ---- | ----------------- | ------- | ------ |
| 1    | Sverre Haugli     | 1.49,29 | 25     |
| 2    | Choi Kwun-won     | 1.49,60 | 19     |
| 3    | Matteo Anesi      | 1.49,95 | 15     |
| 4    | Jeff Kitura       | 1.50,20 | 11     |
| 5    | Johan Röjler      | 1.50,21 | 8      |
| 6    | Jay Morrison      | 1.50,23 | 6      |
| 7    | Hiroki Hirako     | 1.50,57 | 4      |
| 8    | Marco Weber       | 1.51,31 | 2      |
| 9    | Aleksandr Lebedev | 1.51,34 | 1      |
| 10   | Xin Jin           | 1.51,35 | 0      |